# Gerald Glatzmeyer
Gerald Glatzmeyer (Vienna, 14 dicembre 1968 – Schwechat, 11 gennaio 2001) è stato un calciatore austriaco, di ruolo difensore.
È morto in un incidente stradale nel 2001 a 32 anni.

## Palmarès
- Campionato austriaco: 1

Austria Vienna: 1985-1986